# بلومنهاگن

متطقه بلومنهاگن روی نقشه

بلومنهاگن (به آلمانی: Blumenhagen) یک منطقهٔ مسکونی در آلمان است که در یاتسنیک واقع شده‌است. بلومنهاگن ۳۶۲ نفر جمعیت دارد.